# Камень (фильм, 2012)
«Ка́мень» — российский криминально-драматический триллер режиссёра Вячеслава Каминского, снятый в 2011 году по роману Юрия Бригадира «Не жить» (2009). 
Фильм вышел в прокат 19 января 2012 года. Дата выхода на DVD — 16 февраля 2012 года.

## Сюжет
Фильм начинается со сцены убийства старика на лодочной станции гвоздём-«двухсоткой». Затем у крупного бизнесмена Владимира (Влада) Гиреева похищают сына Колю. Похититель, позже позвонив отцу, ставит мужчину перед выбором: или Гиреев убьёт себя, или похититель убьёт Колю. На всё даются сутки, до 6 вечера. Похититель отвозит Колю в арендованный дом на берегу озера в пригороде и держит его там в закрытой комнате без окон. Он грубо разговаривает с ребёнком, но при этом не стремится причинить ему вред: не бьёт, не морит голодом, выводит на воздух по первой просьбе, берёт с собой в поездки, даёт ноутбук и разрешает играть на нём в компьютерные игры. Также он даёт советы для выживания в одиночестве, учит стрелять и заставляет выстрелить в себя (пистолет был не заряжен), а потом дарит ему на память патрон. От Коли он требует, чтобы тот называл его «Камень». «Камень» кажется окружающим хоть и угрюмым, но вежливым состоятельным человеком.
Со своей соседкой Кирой, которая в прошлом была директором детского дома, он часто играет в шахматы. Однажды он заводит с ней разговор о её бывших воспитанниках, в котором женщина нелестно отзывается о детдомовцах в целом.
Влад не собирается стреляться и нанимает специалиста по спецэффектам для инсценировки самоубийства. «Камень» по телефону оказывает давление на жену Влада, убеждая её убить мужа ради спасения сына. И она почти делает это, но в последний момент бросает пистолет. Влад не может понять, где он перешёл дорогу похитителю. 
Далее повествование фильма начинает прерываться флешбэками, рассказывающими о детстве «Камня». Выясняется, что «Камень» и Влад вместе росли в одном детдоме, где с ними жестоко обращались тамошний физрук и директриса. Однажды Влад украл со склада сгущёнку, и «Камень» не сдал его. Тогда Влад подговаривает мальчика украсть папки с их личными делами и сбежать из детдома (Влад рассчитывает, что его примет бабушка, которая по каким-то неупомянутым причинам не оформила над ним опеку в своё время). По дороге Влад говорит «Камню», что когда он вырастет, он сам установит свои собственные правила, и никто ему больше не будет приказывать. Но уничтожив папки с делами, Влад неожиданно бросает «Камня», заявляя, что его бабушка не примет двоих. «Камень» был нужен ему только для кражи дел — он младше него и мог пролезть в форточку архива. На прощание он вручает ему свой гвоздь-«двухсотку», который использовал как оружие самообороны. Понимая, что в детдоме его убьют, а надежды на усыновление сгорели вместе с делом (а перед побегом он как раз шёл на усыновление), «Камень» пытается перерезать себе горло гвоздём, но остаётся жив. Его ловят и возвращают в детдом, где директриса и физрук пытают мальчика под струями холодной и горячей воды.
Влад, используя дорогую технику слежения, пытается отследить похитителя во время телефонных разговоров, но «Камень» ловко шифруется. Наконец, Владу удаётся добиться личной встречи на большой парковке, где «Камень» тайком проникает к нему в машину. Когда Влад требует объяснений, «Камень» кладёт перед ним на сиденье гвоздь-«двухсотку» и уходит. Влад всё понимает. 
«Камень» наведывается к соседке, которая и была той самой директрисой его детдома (та не узнаёт «Камня») и убивает её. Становится понятно, что убитый в начале фильма старик — это бывший физрук. 
В назначенный час Влад выходит на площадь, чтобы инсценировать самоубийство, но под давлением совести стреляет в себя из настоящего пистолета. Ещё до смерти Влада «Камень» отпускает Колю, высадив его на дороге недалеко от дома («Камень» не собирался убивать Колю, его расчёт был именно на то, что Влада замучает совесть). Однако, «Камень» не чувствует морального удовлетворения от смерти Влада — зарождённое в детстве желание отомстить за предательство в итоге превратилось для «Камня» в смысл жизни, который теперь исчерпан. Через некоторое время «Камень», не чувствуя желания жить дальше, убивает себя.
В последней сцене Коля закапывает на берегу патрон, который дал ему «Камень». Когда его мать спрашивает, что он делает, мальчик отвечает: «Камни собираю», — в одном из эпизодов «Камень», объясняя причину мести Владу, говорит: «Пришло время собирать камни, Влад».

## В ролях
| Актёр                | Роль                                              |
| -------------------- | ------------------------------------------------- |
| Сергей Светлаков     | Пётр Найдёнов (Камень)                            |
| Николай Козак        | отец Коли Владимир (Влад) Гиреев                  |
| Олеся Судзиловская   | мать Коли Наталья Гиреева                         |
| Елена Коренева       | соседка Камня, бывший директор детского дома Кира |
| Александр Колесников | Коля Гиреев                                       |
| Валда Бичкуте        | проститутка, подруга Петра Валя                   |
| Сергей Насибов       | Милевич                                           |
| Вячеслав Хархота     | майор                                             |
| Семён Оконочников    | Дербент                                           |
| Роман Володькин      | Леннон                                            |
| Павел Пепелев        | Техник                                            |
| Мария Козлова        | Кира в молодости                                  |
| Константин Глушков   | бывший физрук детского дома Михаил Дмитриевич     |
| Арсений Зайцев       | Пётр в детстве                                    |
| Денис Тумашов        | Влад в детстве                                    |
| Раиса Артёмова       | проститутка                                       |

## Саундтрек
- «Мышеловка» — RusKey и группа «Пикник»
- «Где-то на краю» — Артур Беркут
- «Время собирать камни» — Лигалайз